# J1 League
La J1 League (J1リーグ J1 Rīgu?) —conocida por motivos de patrocinio como Meiji Yasuda J1 League— es la máxima categoría de fútbol profesional en el sistema de ligas de Japón. Está organizada desde su fundación por la J. League (日本プロサッカーリーグ Nihon Puro Sakkā Rīgu?), una asociación formada por todos los equipos profesionales del país, y forma parte de la Confederación Asiática de Fútbol.
El campeonato fue fundado en 1992 y se mantuvo como división única hasta 1999, con la creación de una segunda división (J2 League) y de un sistema de ascensos y descensos. A lo largo de su historia ha contado con distintos modelos de competición. En el actual cada temporada se celebra entre los meses de marzo y octubre, con la participación de dieciocho equipos que juegan entre sí todos contra todos.
Desde que se creó este torneo, el nivel del fútbol nipón ha mejorado y su selección ha estado presente en todas las ediciones de la Copa Mundial de Fútbol desde 1998.

## Sistema de competición
La J1 League es un torneo organizado y regulado (conjuntamente con la J2 League y la J3 League) por la J. League, cuyo nombre oficial es «Liga de Fútbol Profesional de Japón» (日本プロサッカーリーグ Nippon Puro Sakkā Rīgu?). La competición se disputa anualmente, empezando en marzo y terminando a finales de octubre del mismo año, y en ella participan 18 equipos.
Desde la temporada 2017, los equipos se enfrentan todos contra todos en dos ocasiones, una en campo propio y otra en campo contrario, hasta sumar 34 jornadas. De la clasificación final se decidirán el campeón de liga, los puestos de competiciones internacionales y los posibles descensos.
La clasificación se establece con arreglo a los puntos totales obtenidos por cada equipo al finalizar el campeonato. Los equipos obtienen tres puntos por cada victoria, un punto por cada empate y ningún punto por los partidos perdidos. Si al finalizar el campeonato dos equipos igualan a puntos, los mecanismos para desempatar la clasificación son los siguientes:
1. El que tenga una mayor diferencia entre goles a favor y en contra en todos los encuentros del campeonato.
2. Si persiste el empate, se tiene en cuenta el mayor número de goles anotados.
3. Si continúan empatados, se tienen en cuenta los resultados en los enfrentamientos entre ambos.
4. Si aun así hay empate, se tiene en cuenta los «puntos disciplinarios» (número de tarjetas y expulsiones).

El equipo que más puntos sume al final del campeonato será proclamado campeón de Liga. El líder de la clasificación, así como el campeón de la Copa del Emperador, obtienen plaza directa para la fase de grupos de la Liga de Campeones de la AFC. El segundo y el tercer clasificado disputan la misma competición a partir de la ronda de play-off.
El último y penúltimo clasificados descienden a J2 League, siendo reemplazados por el campeón y el subcampeón de la categoría inferior. El antepenúltimo clasificado debe disputar una promoción de permanencia a doble partido frente al vencedor de un play-off entre el tercer y sexto clasificados de la J2 League.
La participación en la J. League está limitada por un sistema de inscripción: los miembros deben cumplir unos requisitos impuestos por la organización, inscribirse como «aspirantes a categoría profesional», y ganarse el ascenso desde la categoría semiprofesional (Japan Football League). Un equipo puede perder la plaza si atraviesa graves problemas económicos y no puede pagar sus deudas.
Las cuestiones de justicia deportiva son competencia de la Asociación de Fútbol de Japón.

### Inscripción de futbolistas

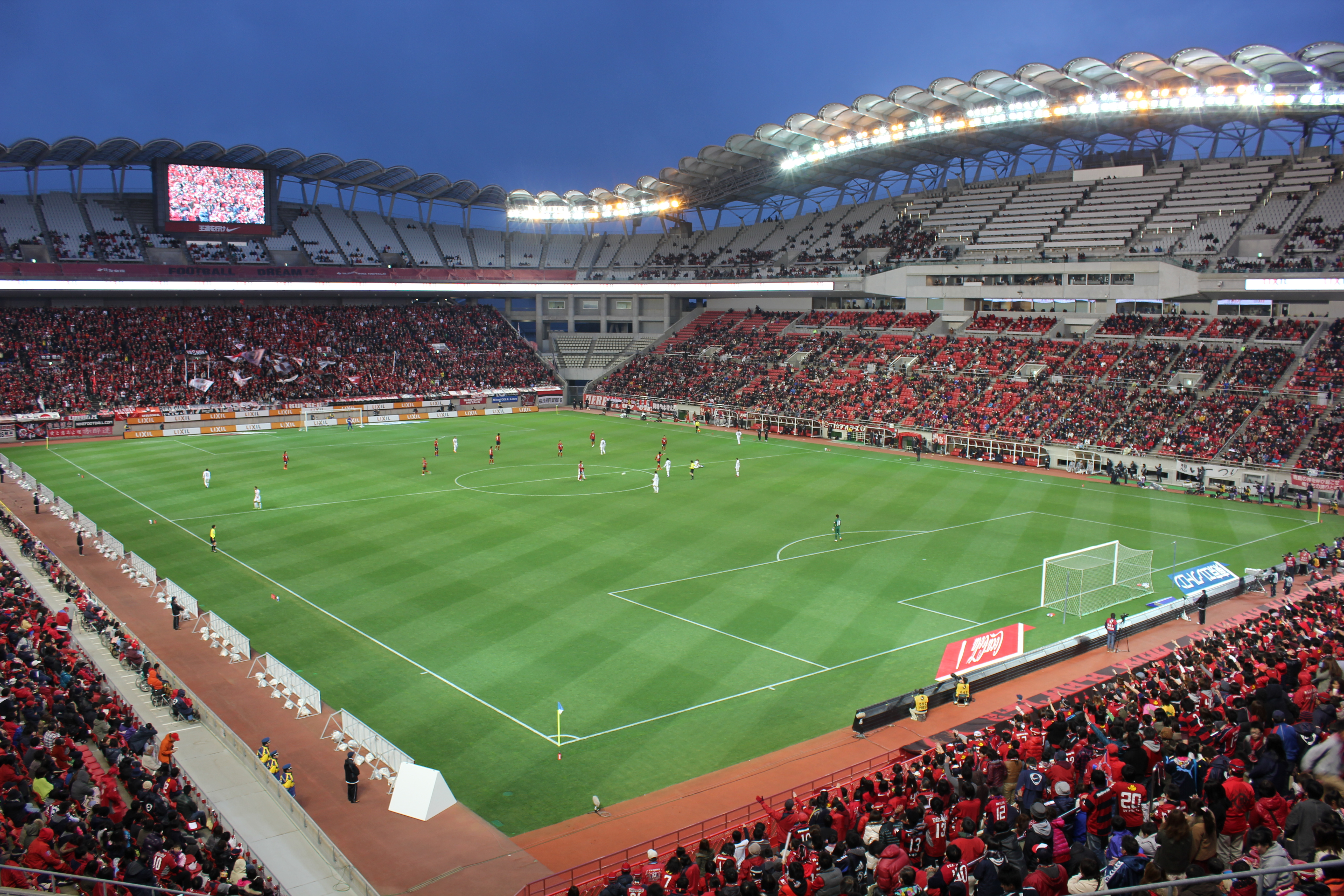
Interior del estadio de Kashima, sede del Kashima Antlers.

La J1 League permite la inscripción de cualquier futbolista japonés en la plantilla, pero la Asociación de Fútbol de Japón distingue entre jugadores con contrato profesional, el contrato de «tipo 2» —aplicable a futbolistas universitarios menores de 23 años— y el contrato de «tipo 3» —aplicable a futbolistas juveniles—. Los jugadores que no tienen contrato profesional pueden alternar el primer equipo con el filial, y tienen una limitación salarial. Del igual modo los equipos filiales solo pueden alinear jugadores menores de 23 años y no pueden subir más allá de la tercera división.
Los equipos japoneses pueden inscribir hasta cinco extranjeros por plantilla. Durante los partidos solo pueden alinear un máximo de cuatro extranjeros: tres de cualquier país, y una plaza extra para futbolistas de la Confederación Asiática. Están exentos de la norma los países asiáticos que han firmado un convenio de colaboración con la J. League: Birmania, Camboya, Catar, Indonesia, Irán, Malasia, Singapur, Tailandia y Vietnam.
La presencia de jugadores extranjeros ha sido habitual en la liga japonesa desde su creación. En los años 1990 se permitió que cada club pudiera inscribir hasta cinco extranjeros, lo que sumado a los elevados salarios convirtió a este torneo en un lugar de retiro para las estrellas del fútbol europeo y sudamericano. Algunas de las primeras estrellas fueron Zico, Pierre Littbarski, Julio Salinas, Dragan Stojković, Gary Lineker, Salvatore Schillaci, Dunga, Michael Laudrup y Hristo Stoichkov entre otros nombres. La crisis de 1999 propició una mayor apuesta por el fútbol nacional. Hoy en día la mayoría de los extranjeros provienen de Brasil y Corea del Sur, aunque en los últimos años ha crecido el número de jugadores españoles, entre ellos Andrés Iniesta y Fernando Torres.
Los jugadores de ascendencia coreana que nacieron en Japón pero han conservado la nacionalidad coreana o joseonita son considerados extranjeros a todos los efectos. Algunos jugadores nacidos en Japón que han jugado para Corea del Norte son Jong Tae-se y Ryang Yong-gi.

### Historia de los modelos de competición
A lo largo de su historia, el campeonato ha tenido distintos modelos de competición. Desde la primera edición de 1993 hasta la temporada 2004 se estableció un sistema similar al torneo de Apertura y Clausura, en el que los campeones de cada fase disputaban una final por el título. Si un equipo ganara ambas fases, se proclamaba campeón por defecto. El sistema de temporada unificada no se introdujo hasta la temporada 2005, en línea con la mayoría de campeonatos europeos.
Aunque la J1 League probó de nuevo un sistema con dos fases y final por el título, con el objetivo de atraer más público, el campeonato recuperó el sistema de todos contra todos a partir de 2017.
Del mismo modo, el sistema de puntuación de la liga ha cambiado con el paso del tiempo.
- 1993 a 1995: Solo cuentan las victorias, sin puntos ni empates. El equipo que más partidos ha ganado es el campeón de liga.
- 1995 a 1997: Tres puntos por victoria, tanto en el tiempo reglamentario como en la prórroga, y uno por victoria en los penaltis. No hay empates.
- 1997 a 1999: Tres puntos por victoria en el tiempo reglamentario, dos por victoria en la prórroga y uno por victoria en los penaltis. No hay empates.
- 1999 a 2002: Tres puntos por victoria en el tiempo reglamentario, dos si vence en la prórroga. En caso de concluir la prórroga con empate, cada equipo obtiene un punto.
- Desde 2003: Tres puntos por victoria, uno por empate.

Entre 1993 y 1998, la J1 League fue la única división profesional del sistema de ligas de fútbol japonés. Desde 1999 cuenta con un sistema de ascensos y descensos.

## Participantes
A lo largo de la historia de la J1 League han participado 31 equipos distintos, siendo solamente dos los que han permanecido siempre en la primera categoría desde su edición inaugural en 1993: el Kashima Antlers y el Yokohama F. Marinos. La gran mayoría de los equipos son clubes de fútbol propiedad de accionistas, salvo excepciones como el Yokohama F.C. que funcionan como clubes de socios. Del mismo modo, muchos de los participantes tienen orígenes en clubes semiprofesionales que estaban controlados por grandes empresas. La J1 League prohíbe el cambio de nombre por razones de patrocinio, y en los años 1990 pidió a los equipos que prescindieran de cualquier vínculo empresarial en la denominación.
La J. League se reserva el derecho a rechazar cualquier participante que incumpla las exigencias económicas establecidas por la organización. El único equipo que ha desaparecido por motivos económicos fue el Yokohama Flügels.
Aunque en los primeros años solo participaban diez equipos, más adelante la cifra se fue incrementando hasta los actuales veinte equipos.

### Equipos temporada 2025
| Equipo              | Ciudad          | Estadio                                    | Capacidad     |
| ------------------- | --------------- | ------------------------------------------ | ------------- |
| Albirex Niigata     | Niigata         | Estadio Denka Big Swan                     | 42 300        |
| Avispa Fukuoka      | Fukuoka         | Estadio Best Denki                         | 21 562        |
| Cerezo Osaka        | Osaka           | Estadio Yanmar Nagai Estadio Yodoko Sakura | 47 853 24 481 |
| Fagiano Okayama     | Okayama         | City Light Stadium                         | 15 479        |
| F. C. Tokio         | Tokio           | Estadio Ajinomoto                          | 47 851        |
| Gamba Osaka         | Suita (Osaka)   | Estadio Panasonic Suita                    | 39 694        |
| Kashima Antlers     | Kashima         | Estadio de Kashima                         | 38 669        |
| Kashiwa Reysol      | Kashiwa         | Estadio Sankyo Frontier Kashiwa            | 15 109        |
| Kawasaki Frontale   | Kawasaki        | Estadio Todoroki Kawasaki                  | 26 827        |
| Nagoya Grampus      | Nagoya          | Estadio Toyota Estadio Paloma Mizuho       | 43 739 27 000 |
| Kyoto Sanga         | Kioto           | Estadio Sanga by Kyocera                   | 20 300        |
| Machida Zelvia      | Machida (Tokio) | Estadio Machida GION                       | 15 489        |
| Sanfrecce Hiroshima | Hiroshima       | Edion Peace Wing Hiroshima                 | 28 520        |
| Shimizu S-Pulse     | Shizuoka        | Estadio Nihondaira                         | 20 339        |
| Shonan Bellmare     | Hiratsuka       | Estadio Lemon Gas Hiratsuka                | 15 380        |
| Tokyo Verdy         | Tokio           | Estadio Ajinomoto                          | 47 851        |
| Urawa Red Diamonds  | Saitama         | Estadio Saitama 2002                       | 62 010        |
| Vissel Kobe         | Kōbe            | Estadio Noevir Kobe                        | 28 996        |
| Yokohama F. Marinos | Yokohama        | Estadio Nissan                             | 71 822        |
| Yokohama FC         | Yokohama        | Estadio Mitsuzawa                          | 15 454        |

## Historia

### Antecedentes
Antes de que existiera la J. League, la máxima categoría del fútbol japonés era la Japan Soccer League (JSL), un torneo semiprofesional fundado en 1965 y en el que participaban equipos vinculados a empresas. El interés del aficionado japonés estaba centrado en otras competiciones, como la Copa del Emperador y la Copa Intercontinental, pero a comienzos de los años 1980 hubo un aumento del número de futbolistas federados. Para incrementar el nivel de este deporte en el país, la Asociación Japonesa de Fútbol impulsó en 1992 la creación de la «Liga de Fútbol Profesional de Japón», más conocida como J. League, bajo la presidencia del exfutbolista Saburo Kawabuchi.
El nuevo torneo estaba inspirado en el campeonato de Corea del Sur, que en 1983 se había convertido en la primera liga profesional en Asia. Los organizadores de la J. League optaron por un torneo cerrado bajo estrictas condiciones: los equipos participantes debían ser independientes de la empresa que les patrocinaba, tener un estadio con aforo para más de 15 000 espectadores, jugar encuentros en otras ciudades si era necesario, y contar con apoyo financiero y de las administraciones locales.
De los diez equipos fundadores había ocho procedentes de la Primera División de la JSL, uno de Segunda División (Kashima Antlers) y una franquicia nueva (Shimizu S-Pulse). El primer torneo con los nuevos clubes profesionales fue la Copa J. League de 1992, donde el Verdy Kawasaki se impuso en la final al Shimizu.

### Desarrollo de la J1 League
La temporada inaugural de la J. League comenzó el 15 de mayo de 1993 con un partido entre Verdy Kawasaki y Yokohama Marinos, disputado en el Estadio Olímpico de Tokio. La competición siguió un sistema de liga de Apertura y Clausura, donde el campeón de cada ronda era el equipo con más victorias. Si un equipo ganaba ambas fases se proclamaba vencedor, pero en el caso contrario los dos campeones debían disputar una final a ida y vuelta para decidir el campeón definitivo. En la temporada 1993, Verdy Kawasaki obtuvo el título de liga tras derrotar en la final al Kashima Antlers. Al año siguiente se introdujo un sistema de puntuación, pero los empates no se contemplaron hasta 1999.
Para atraer al público y consolidar el fútbol como deporte de masas en Japón, los equipos contrataron a estrellas internacionales en el ocaso de su carrera. El mayor emblema fue Zico, que con 38 años fichó por Kashima Antlers y se convirtió en su capitán, pero también llegaron otros como Ramón Ángel Díaz, Pierre Littbarski y Gary Lineker. Los pocos futbolistas japoneses que jugaban fuera también regresaron para competir en el nuevo torneo, siendo el más célebre Kazuyoshi Miura en el Verdy Kawasaki. Además, se logró que la televisión retransmitiera partidos a nivel nacional.

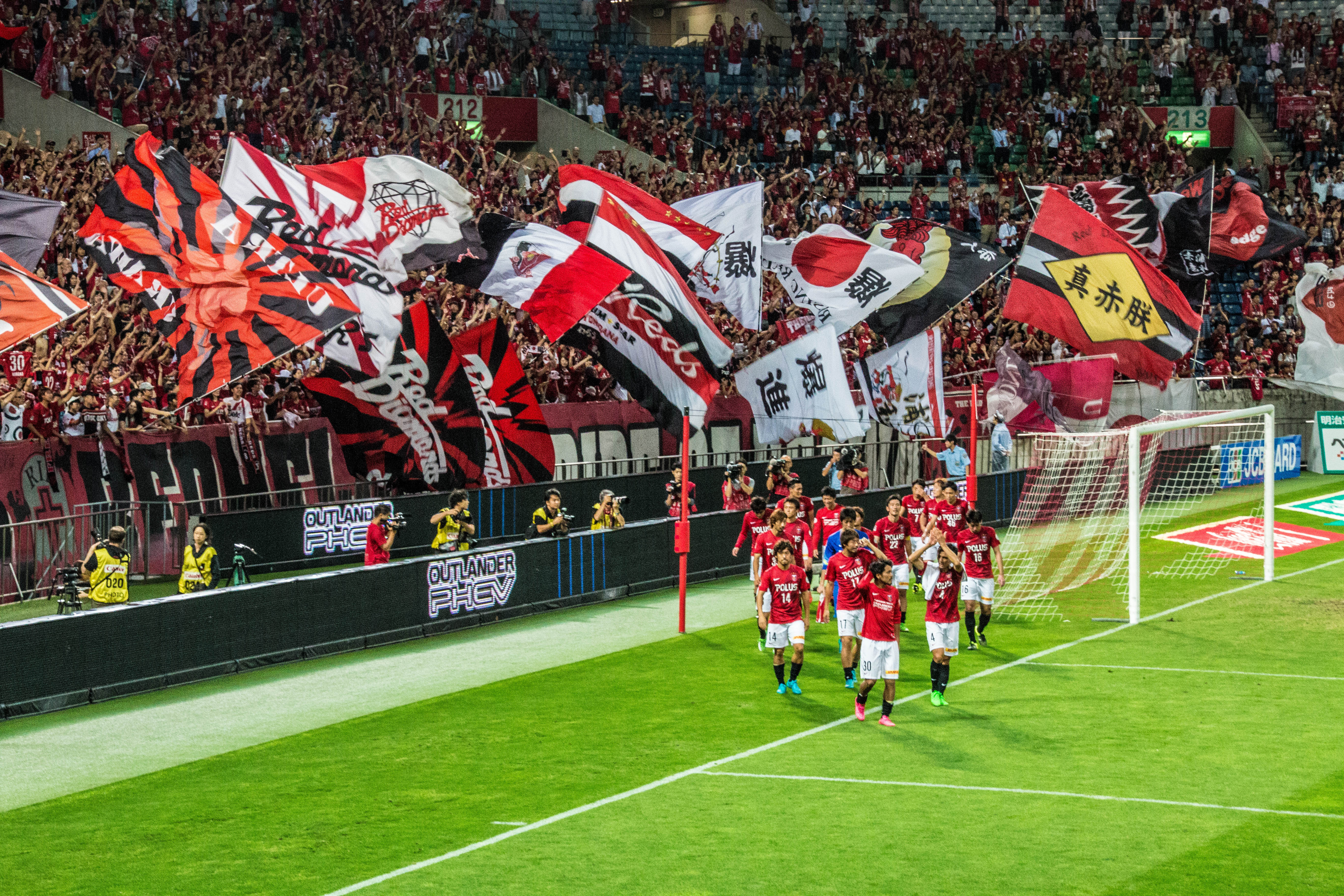
Jugadores del Urawa Red Diamonds celebrando un triunfo ante su afición.

La buena acogida del torneo propició un aumentó de participantes, hasta alcanzar los dieciocho equipos en la temporada 1998, y la clasificación de la selección japonesa para el Mundial de Francia 1998 mostró el éxito del sistema profesional. Sin embargo, con el paso del tiempo la asistencia a los estadios y las audiencias de televisión habían caído. Algunos clubes entraron en crisis económica por los altos sueldos que pagaban a los futbolistas extranjeros, así como por la pérdida de patrocinadores, y el punto de inflexión fue la desaparición del Yokohama Flügels en enero de 1999, absorbido por sus rivales del Yokohama Marinos.
En 1999 la J. League introdujo una segunda división, la J2 League, y desarrolló un plan a largo plazo para consolidar el fútbol profesional. Los aspirantes al sistema profesional debían inscribirse como «miembro asociado» (J. League Associate Membership) y quedar al menos en cuarta posición de la JFL para ascender a segunda división. Además, rebajó las exigencias para optar a una plaza de expansión, por lo que las ciudades más pequeñas podían contar con un equipo sin demasiado gasto. Todos los equipos profesionales estaban obligados a promover el deporte en su comunidad, crear categorías inferiores, conseguir el patrocinio de empresas locales y registrarse como clubes de fútbol en vez de empresas.
A partir de la temporada 2005 se introdujo un formato de todos contra todos, similar al de las ligas europeas, y el número de participantes de la J1 League quedó establecido en dieciocho clubes. Gracias a la creación de la Copa Mundial de Clubes de la FIFA y al desarrollo de la Liga de Campeones de la AFC, el torneo japonés volvió a generar atención mediática.
Aunque en la temporada 2015 se pasó al formato de Apertura y Clausura con final por el título, la J. League recuperó el sistema de liga tradicional en 2017 debido a la baja aceptación de los aficionados.

## Historial
- Para los campeones anteriores a la era profesional ver Campeones del fútbol japonés.

| Temporada           | Campeón              | Segundo              | Tercero              | Máximo goleador              | Club                                  | Goles    |
| J.League            | J.League             | J.League             | J.League             | J.League                     | J.League                              | J.League |
| ------------------- | -------------------- | -------------------- | -------------------- | ---------------------------- | ------------------------------------- | -------- |
| 1993                | Verdy Kawasaki       | Kashima Antlers      | Shimizu S-Pulse      | Ramón Ángel Díaz             | Yokohama Marinos                      | 28       |
| 1994                | Verdy Kawasaki       | Sanfrecce Hiroshima  | Kashima Antlers      | Frank Ordenewitz             | JEF United Ichihara                   | 30       |
| 1995                | Yokohama Marinos     | Verdy Kawasaki       | Nagoya Grampus Eight | Masahiro Fukuda              | Urawa Red Diamonds                    | 32       |
| 1996                | Kashima Antlers      | Nagoya Grampus Eight | Yokohama Flügels     | Kazuyoshi Miura              | Verdy Kawasaki                        | 23       |
| 1997                | Júbilo Iwata         | Kashima Antlers      | Yokohama Marinos     | Patrick Mboma                | Gamba Osaka                           | 25       |
| 1998                | Kashima Antlers      | Júbilo Iwata         | Shimizu S-Pulse      | Masashi Nakayama             | Júbilo Iwata                          | 36       |
| J.League Division 1 |                      |                      |                      |                              |                                       |          |
| 1999                | Júbilo Iwata         | Shimizu S-Pulse      | Kashiwa Reysol       | Hwang Sun-hong               | Cerezo Osaka                          | 24       |
| 2000                | Kashima Antlers      | Yokohama F. Marinos  | Kashiwa Reysol       | Masashi Nakayama             | Júbilo Iwata                          | 20       |
| 2001                | Kashima Antlers      | Júbilo Iwata         | JEF United Ichihara  | Will                         | Consadole Sapporo                     | 24       |
| 2002                | Júbilo Iwata         | Yokohama F. Marinos  | Gamba Osaka          | Naohiro Takahara             | Júbilo Iwata                          | 26       |
| 2003                | Yokohama F. Marinos  | Júbilo Iwata         | JEF United Ichihara  | Ueslei                       | Nagoya Grampus Eight                  | 22       |
| 2004                | Yokohama F. Marinos  | Urawa Red Diamonds   | Gamba Osaka          | Emerson                      | Urawa Red Diamonds                    | 27       |
| 2005                | Gamba Osaka          | Urawa Red Diamonds   | Kashima Antlers      | Araujo                       | Gamba Osaka                           | 27       |
| 2006                | Urawa Red Diamonds   | Kawasaki Frontale    | Gamba Osaka          | Washington Magno Alves       | Urawa Red Diamonds Gamba Osaka        | 26       |
| 2007                | Kashima Antlers      | Urawa Red Diamonds   | Gamba Osaka          | Juninho                      | Kawasaki Frontale                     | 22       |
| 2008                | Kashima Antlers      | Kawasaki Frontale    | Nagoya Grampus Eight | Marquinhos                   | Kashima Antlers                       | 21       |
| 2009                | Kashima Antlers      | Kawasaki Frontale    | Gamba Osaka          | Ryoichi Maeda                | Júbilo Iwata                          | 20       |
| 2010                | Nagoya Grampus Eight | Gamba Osaka          | Cerezo Osaka         | Ryoichi Maeda Joshua Kennedy | Júbilo Iwata Nagoya Grampus Eight     | 17       |
| 2011                | Kashiwa Reysol       | Nagoya Grampus Eight | Gamba Osaka          | Joshua Kennedy               | Nagoya Grampus Eight                  | 19       |
| 2012                | Sanfrecce Hiroshima  | Vegalta Sendai       | Urawa Red Diamonds   | Hisato Satō                  | Sanfrecce Hiroshima                   | 22       |
| 2013                | Sanfrecce Hiroshima  | Yokohama F. Marinos  | Kawasaki Frontale    | Yoshito Ōkubo                | Kawasaki Frontale                     | 26       |
| 2014                | Gamba Osaka          | Urawa Red Diamonds   | Kashima Antlers      | Yoshito Ōkubo                | Kawasaki Frontale                     | 18       |
| J1 League           |                      |                      |                      |                              |                                       |          |
| 2015                | Sanfrecce Hiroshima  | Gamba Osaka          | Urawa Red Diamonds   | Yoshito Ōkubo                | Kawasaki Frontale                     | 23       |
| 2016                | Kashima Antlers      | Urawa Red Diamonds   | Kawasaki Frontale    | Leandro Peter Utaka          | Vissel Kobe Sanfrecce Hiroshima       | 19       |
| 2017                | Kawasaki Frontale    | Kashima Antlers      | Cerezo Osaka         | Yū Kobayashi                 | Kawasaki Frontale                     | 23       |
| 2018                | Kawasaki Frontale    | Sanfrecce Hiroshima  | Kashima Antlers      | Jô                           | Nagoya Grampus Eight                  | 24       |
| 2019                | Yokohama F. Marinos  | FC Tokyo             | Kashima Antlers      | Marcos Júnior                | Yokohama F. Marinos                   | 15       |
| 2020                | Kawasaki Frontale    | Gamba Osaka          | Nagoya Grampus       | Michael Olunga               | Kashiwa Reysol                        | 28       |
| 2021                | Kawasaki Frontale    | Yokohama F. Marinos  | Vissel Kobe          | Daizen Maeda Leandro Damião  | Kawasaki Frontale Yokohama F. Marinos | 22       |
| 2022                | Yokohama F. Marinos  | Kawasaki Frontale    | Sanfrecce Hiroshima  | Thiago Santana               | Shimizu S-Pulse                       | 14       |
| 2023                | Vissel Kobe          | Yokohama F. Marinos  | Sanfrecce Hiroshima  | Anderson Lopes Yūya Ōsako    | Yokohama F. Marinos Vissel Kobe       | 22       |
| 2024                | Vissel Kobe          | Sanfrecce Hiroshima  | Machida Zelvia       | Anderson Lopes               | Yokohama F. Marinos                   | 24       |

## Palmarés
| Club                | Títulos | Subcampeonatos | Años de los campeonatos                        |
| ------------------- | ------- | -------------- | ---------------------------------------------- |
| Kashima Antlers     | 8       | 3              | 1996, 1998, 2000, 2001, 2007, 2008, 2009, 2016 |
| Yokohama F. Marinos | 5       | 5              | 1995, 2003, 2004, 2019, 2022                   |
| Kawasaki Frontale   | 4       | 4              | 2017, 2018, 2020, 2021                         |
| Júbilo Iwata        | 3       | 3              | 1997, 1999, 2002                               |
| Sanfrecce Hiroshima | 3       | 3              | 2012, 2013, 2015                               |
| Gamba Osaka         | 2       | 3              | 2005, 2014                                     |
| Tokyo Verdy         | 2       | 1              | 1993, 1994                                     |
| Vissel Kobe         | 2       | –              | 2023, 2024                                     |
| Urawa Red Diamonds  | 1       | 5              | 2006                                           |
| Nagoya Grampus      | 1       | 2              | 2010                                           |
| Kashiwa Reysol      | 1       | –              | 2011                                           |
| Shimizu S-Pulse     | –       | 1              |                                                |
| Vegalta Sendai      | –       | 1              |                                                |
| FC Tokyo            | –       | 1              |                                                |

## Estadísticas

### Jugadores con más partidos
Nota: En negrita futbolistas en activo en la categoría durante la temporada 2023.
| \| Pos. \| Jugador \| Part. \| Temp. \| Equipo de debut \| Otros clubes \| \| ---- \| ----------------- \| ----- \| ----------- \| ------------------------- \| ---------------------------------------------- \| \| 1 \| Yasuhito Endō \| 672 \| 1998 - 2022 \| Yokohama Flügels \| Kyoto Purple Sanga, Gamba Osaka \| \| 2 \| Seigo Narazaki \| 631 \| 1995 - 2018 \| Yokohama Flügels \| Nagoya Grampus Eight \| \| 3 \| Yūji Nakazawa \| 593 \| 1999 - 2018 \| Tokyo Verdy \| Yokohama F. Marinos \| \| 4 \| Yūki Abe \| 590 \| 1998 - 2021 \| JEF United Ichihara Chiba \| Urawa Red Diamonds \| \| 5 \| Shūsaku Nishikawa \| 586 \| 2005 - \| Oita Trinita \| Sanfrecce Hiroshima, Urawa Red Diamonds \| \| 6 \| Hitoshi Sogahata \| 533 \| 1998 - 2020 \| Kashima Antlers FC \| \| \| 7 \| Mitsuo Ogasawara \| 525 \| 1998 - 2018 \| Kashima Antlers FC \| \| \| 8 \| Teruyoshi Itō \| 517 \| 1993 - 2016 \| Shimizu S-Pulse \| Ventforet Kofu \| \| 9 \| Shinzō Kōroki \| 509 \| 2005 - \| Kashima Antlers \| Urawa Red Diamonds, Hokkaido Consadole Sapporo \| \| 10 \| Nobuhisa Yamada \| 501 \| 1994 - 2013 \| Urawa Red Diamonds \| \| Estadísticas actualizadas hasta el 4 de diciembre de 2023. |                   |       |             |                           |                                                |
| Pos. | Jugador           | Part. | Temp.       | Equipo de debut           | Otros clubes                                   |
| 1 | Yasuhito Endō     | 672   | 1998 - 2022 | Yokohama Flügels          | Kyoto Purple Sanga, Gamba Osaka                |
| 2 | Seigo Narazaki    | 631   | 1995 - 2018 | Yokohama Flügels          | Nagoya Grampus Eight                           |
| 3 | Yūji Nakazawa     | 593   | 1999 - 2018 | Tokyo Verdy               | Yokohama F. Marinos                            |
| 4 | Yūki Abe          | 590   | 1998 - 2021 | JEF United Ichihara Chiba | Urawa Red Diamonds                             |
| 5 | Shūsaku Nishikawa | 586   | 2005 -      | Oita Trinita              | Sanfrecce Hiroshima, Urawa Red Diamonds        |
| 6 | Hitoshi Sogahata  | 533   | 1998 - 2020 | Kashima Antlers FC        |                                                |
| 7 | Mitsuo Ogasawara  | 525   | 1998 - 2018 | Kashima Antlers FC        |                                                |
| 8 | Teruyoshi Itō     | 517   | 1993 - 2016 | Shimizu S-Pulse           | Ventforet Kofu                                 |
| 9 | Shinzō Kōroki     | 509   | 2005 -      | Kashima Antlers           | Urawa Red Diamonds, Hokkaido Consadole Sapporo |
| 10 | Nobuhisa Yamada   | 501   | 1994 - 2013 | Urawa Red Diamonds        |                                                |

### Tabla histórica de goleadores
Nota: Contabilizados los partidos y goles según actas oficiales. En negrita, futbolistas en activo.
| \| Pos. \| Jugador \| G. \| Debut \| Equipo de debut \| Otros clubes \| \| ---- \| ---------------- \| --- \| ----- \| ----------------------------- \| ----------------------------------------------------------------------------------------------------------------------------------------- \| \| 1 \| Yoshito Ōkubo \| 191 \| 2001 \| Cerezo Osaka (35) \| Vissel Kobe (54), Kawasaki Frontale (84), FC Tokyo (8), Júbilo Iwata (3) \| \| 2 \| Shinzō Kōroki \| 165 \| 2005 \| Kashima Antlers FC (49) \| Urawa Red Diamonds (111), Hokkaido Consadole Sapporo (5) \| \| 3 \| Hisato Satō \| 161 \| 2000 \| JEF United Ichihara Chiba (2) \| Cerezo Osaka (2), Vegalta Sendai (9), Sanfrecce Hiroshima FC (148), Nagoya Grampus Eight \| \| 4 \| Masashi Nakayama \| 157 \| 1990 \| Júbilo Iwata (157) \| Hokkaido Consadole Sapporo \| \| 5 \| Ryōichi Maeda \| 154 \| 2000 \| Júbilo Iwata (137) \| FC Tokyo (14) \| \| 6 \| Marquinhos \| 152 \| 2001 \| Tokyo Verdy (10) \| Yokohama F. Marinos (34), JEF United Ichihara Chiba (12), Shimizu S-Pulse (20), Kashima Antlers FC (59), Vegalta Sendai, Vissel Kobe (17) \| \| 7 \| Kazuyoshi Miura \| 139 \| 1992 \| Verdy Kawasaki (91) \| Kyoto Purple Sanga (21), Vissel Kobe (24), Yokohama FC (3) \| \| = \| Yū Kobayashi \| 139 \| 2010 \| Kawasaki Frontale (139) \| \| \| 9 \| Ueslei \| 124 \| 2000 \| Nagoya Grampus Eight (81) \| Sanfrecce Hiroshima FC (33), Oita Trinita (10) \| \| 10 \| Juninho \| 116 \| 2003 \| Kawasaki Frontale (110) \| Kashima Antlers FC (6) \| Estadísticas actualizadas hasta el 4 de diciembre de 2023. |                  |     |       |                               | |
| Pos. | Jugador          | G.  | Debut | Equipo de debut               | Otros clubes |
| 1 | Yoshito Ōkubo    | 191 | 2001  | Cerezo Osaka (35)             | Vissel Kobe (54), Kawasaki Frontale (84), FC Tokyo (8), Júbilo Iwata (3)                                                                  |
| 2 | Shinzō Kōroki    | 165 | 2005  | Kashima Antlers FC (49)       | Urawa Red Diamonds (111), Hokkaido Consadole Sapporo (5)                                                                                  |
| 3 | Hisato Satō      | 161 | 2000  | JEF United Ichihara Chiba (2) | Cerezo Osaka (2), Vegalta Sendai (9), Sanfrecce Hiroshima FC (148), Nagoya Grampus Eight                                                  |
| 4 | Masashi Nakayama | 157 | 1990  | Júbilo Iwata (157)            | Hokkaido Consadole Sapporo |
| 5 | Ryōichi Maeda    | 154 | 2000  | Júbilo Iwata (137)            | FC Tokyo (14) |
| 6 | Marquinhos       | 152 | 2001  | Tokyo Verdy (10)              | Yokohama F. Marinos (34), JEF United Ichihara Chiba (12), Shimizu S-Pulse (20), Kashima Antlers FC (59), Vegalta Sendai, Vissel Kobe (17) |
| 7 | Kazuyoshi Miura  | 139 | 1992  | Verdy Kawasaki (91)           | Kyoto Purple Sanga (21), Vissel Kobe (24), Yokohama FC (3)                                                                                |
| = | Yū Kobayashi     | 139 | 2010  | Kawasaki Frontale (139)       | |
| 9 | Ueslei           | 124 | 2000  | Nagoya Grampus Eight (81)     | Sanfrecce Hiroshima FC (33), Oita Trinita (10)                                                                                            |
| 10 | Juninho          | 116 | 2003  | Kawasaki Frontale (110)       | Kashima Antlers FC (6) |

## Clasificación histórica
Tabla histórica de la J1 League desde 1995 cuando se introdujo el sistema de puntos hasta finalizada la temporada 2022.
Clubes en negrita participan en la temporada 2023.
| N.º | Club                | Temp. | P.D. | P.G. | P.E. | P.P. | G.F. | G.C. | Puntos |
| --- | ------------------- | ----- | ---- | ---- | ---- | ---- | ---- | ---- | ------ |
| 1.  | Kashima Antlers     | 28    | 944  | 504  | 165  | 265  | 1588 | 1100 | 1673   |
| 2.  | Yokohama Marinos    | 28    | 944  | 455  | 196  | 293  | 1510 | 1124 | 1531   |
| 3.  | Urawa Red Diamonds  | 27    | 918  | 419  | 190  | 295  | 1441 | 1147 | 1467   |
| 4.  | Nagoya Grampus      | 27    | 910  | 416  | 171  | 323  | 1369 | 1222 | 1409   |
| 5.  | Gamba Osaka         | 27    | 910  | 407  | 171  | 332  | 1523 | 1312 | 1382   |
| 6.  | Shimizu S-Pulse     | 27    | 910  | 363  | 181  | 366  | 1291 | 1368 | 1251   |
| 7.  | Júbilo Iwata        | 24    | 804  | 368  | 152  | 284  | 1318 | 1101 | 1244   |
| 8.  | Sanfrecce Hiroshima | 26    | 880  | 358  | 181  | 341  | 1265 | 1175 | 1244   |
| 9.  | Kashiwa Reysol      | 25    | 812  | 357  | 158  | 327  | 1271 | 1217 | 1212   |
| 10. | Kawasaki Frontale   | 19    | 646  | 339  | 135  | 162  | 1193 | 803  | 1145   |
| 11. | FC Tokyo            | 22    | 732  | 307  | 157  | 268  | 1007 | 934  | 1070   |
| 12. | Cerezo Osaka        | 22    | 744  | 302  | 148  | 294  | 1117 | 1120 | 1038   |
| 13. | Vissel Kobe         | 24    | 794  | 262  | 171  | 361  | 1056 | 1250 | 949    |
| 14. | JEF United Ichihara | 15    | 498  | 188  | 90   | 222  | 754  | 628  | 641    |
| 15. | Albirex Niigata     | 14    | 472  | 156  | 115  | 201  | 557  | 679  | 583    |
| 16. | Vegalta Sendai      | 14    | 472  | 144  | 122  | 206  | 561  | 686  | 562    |
| 17. | Tokio Verdy         | 12    | 396  | 163  | 57   | 176  | 604  | 635  | 520    |
| 18. | Sagan Tosu          | 11    | 378  | 133  | 107  | 138  | 437  | 475  | 506    |
| 19. | Shonan Bellmare     | 14    | 488  | 135  | 96   | 257  | 588  | 828  | 503    |
| 20. | Omiya Ardija        | 12    | 408  | 129  | 114  | 175  | 455  | 578  | 491    |
| 21. | Oita Trinita        | 11    | 370  | 108  | 88   | 184  | 387  | 511  | 412    |
| 22. | Consadole Sapporo   | 11    | 370  | 109  | 76   | 185  | 472  | 653  | 395    |
| 23. | Kyoto Sanga         | 12    | 386  | 107  | 66   | 213  | 428  | 678  | 374    |
| 24. | Avispa Fukuoka      | 11    | 360  | 91   | 65   | 204  | 384  | 642  | 321    |
| 25. | Ventforet Kofu      | 8     | 272  | 69   | 73   | 130  | 255  | 404  | 280    |
| 26. | Yokohama Flügels    | 4     | 148  | 72   | 9    | 65   | 264  | 262  | 229    |
| 27. | Montedio Yamagata   | 4     | 136  | 30   | 36   | 70   | 108  | 199  | 126    |
| 28. | Yokohama FC         | 3     | 106  | 19   | 19   | 68   | 89   | 203  | 76     |
| 29. | Matsumoto Yamaga    | 2     | 68   | 13   | 20   | 35   | 51   | 94   | 59     |
| 30. | Tokushima Vortis    | 2     | 72   | 13   | 11   | 48   | 50   | 129  | 50     |
| 31. | V-Varen Nagasaki    | 1     | 34   | 8    | 6    | 20   | 39   | 59   | 30     |

## Otros campeonatos
Sistema de ligas
- J2 League
- J3 League
- Liga de Fútbol de Japón (JFL)

Campeonatos de copa
- Copa del Emperador
- Copa J. League
- Supercopa de Japón